# Atomi ultrafreddi
Gli atomi ultrafreddi sono atomi che sono mantenuti a temperature prossime a zero kelvin (zero assoluto). A queste temperature le proprietà quantomeccaniche dell'atomo diventano importanti.
Per raggiungere temperature così basse è necessario utilizzare una combinazione di diverse tecniche. I primi atomi sono solitamente intrappolati e preraffreddati tramite raffreddamento laser in una trappola magnetoottica. Per raggiungere la temperatura più bassa possibile, il raffreddamento viene effettuato mediante processo evaporativo in una trappola magnetica o ottica. 
Esperimenti con atomi ultrafreddi sono importanti per comprendere la transizione della fase quantistica e studiare il condensato di Bose-Einstein (Bose–Einstein condensation, BEC), la superfluidità bosonica, il magnetismo quantistico, la dinamica di rotazione dei molti corpi, gli stati di Efimov, la superfluidità di Bardeen-Cooper-Schrieffer (BCS) e l'incrocio tra BEC e BCS. Molti sforzi sono stati fatti anche nella realizzazione di simulatori quantistici.

## Storia
Campioni di atomi ultrafreddi sono in genere preparati attraverso le interazioni di un gas diffuso con un campo laser. Evidenze di una pressione di radiazione, forza impressa dalla luce sugli atomi, sono state scoperte in modo indipendente da Lebedev, Nichols e Hull nel 1901. Nel 1933 Otto Frisch dimostrò la deflessione delle singole particelle di sodio provocata dalla luce generata da una lampada al sodio.
L'invenzione del laser ha stimolato lo sviluppo di tecniche aggiuntive per manipolare gli atomi con la luce. L'uso della luce laser per raffreddare gli atomi è stato proposto per la prima volta nel 1975 sfruttando l'effetto Doppler per rendere la forza di radiazione su un atomo dipendente dalla sua velocità, una tecnica nota come raffreddamento Doppler. Idee simili sono state proposte anche per raffreddare campioni di ioni intrappolati. L'applicazione del raffreddamento Doppler in tre dimensioni rallentea gli atomi a velocità che sono tipicamente di pochi cm/s e produce ciò che è noto come melassa ottica.
Tipicamente, la fonte di atomi neutri per questi esperimenti erano forni termici che producevano atomi a temperature di poche centinaia di kelvin. Gli atomi provenienti da queste fonti di calore si muovono a centinaia di metri al secondo. Una delle maggiori sfide tecniche nel raffreddamento Doppler è stata l'aumento del tempo di interazione di un atomo con la luce laser. Questa sfida è stata superata con l'introduzione di un rallentatore Zeeman. Un rallentatore Zeeman utilizza un campo magnetico spazialmente variabile per mantenere la relativa spaziatura energetica delle transizioni atomiche coinvolte nel raffreddamento Doppler. Questo aumenta la quantità di tempo che l'atomo trascorre interagendo con la luce laser.
Lo sviluppo della prima trappola magneto-ottica (MOT) da parte di Raab et al. nel 1987 è stato un passo importante verso la creazione di campioni di atomi ultrafreddi: le temperature tipiche raggiunte con una MOT sono decine a centinaia di microkelvin. In sostanza, una trappola magnetoottica limita gli atomi nello spazio applicando un campo magnetico in modo che i laser forniscano non solo una forza dipendente dalla velocità ma anche una forza spazialmente variabile. Il premio Nobel 1997 in fisica è stato assegnato per lo sviluppo di metodi per raffreddare e intrappolare gli atomi con luce laser ed è stato condiviso da Steven Chu, Claude Cohen-Tannoudji e William D. Phillips.
Il raffreddamento per evaporazione è stato utilizzato negli sforzi sperimentali per raggiungere temperature più basse nel tentativo di scoprire un nuovo stato della materia previsto da Satyendra Nath Bose e Albert Einstein noto come condensato Bose-Einstein (BEC). Durante il raffreddamento evaporativo, gli atomi più caldi di un campione vengono lasciati sfuggire, il che riduce la temperatura media del campione. Il Premio Nobel nel 2001 è stato assegnato a Eric A Cornell, Wolfgang Ketterle e Carl E Wieman per il conseguimento del condensato Bose-Einstein nei gas diluiti degli atomi alcalini e per i primi studi fondamentali sulle proprietà dei condensati.

## Applicazioni
Gli atomi ultrafreddi hanno potenzialmente una varietà di applicazioni grazie alle loro proprietà quantistiche uniche e al grande controllo sperimentale disponibile in tali sistemi. Per esempio, sono stati proposti come piattaforma per il calcolo quantistico e la simulazione quantistica.
La simulazione quantistica è di grande interesse nel contesto della fisica della materia condensata in quanto può fornire preziose informazioni sulle proprietà dei sistemi quantistici interagenti.
Gli atomi ultrafreddi sono utilizzati anche in esperimenti per misurazioni di precisione rese possibili dal basso rumore termico e, in alcuni casi, sfruttando la meccanica quantistica per superare il limite quantistico standard. Oltre a potenziali applicazioni tecniche, tali misurazioni di precisione possono servire come test della nostra attuale comprensione della fisica.